# Domitilla die Jüngere

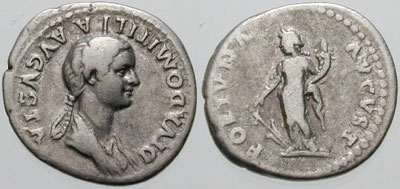
Domitilla die Jüngere

Flavia Domitilla die Jüngere (lateinisch Flavia Domitilla minor, häufig auch kurz Domitilla; * um 45; † vor 69) war die Tochter des späteren römischen Kaisers Vespasian und der älteren Domitilla.
Domitilla die Jüngere war damit eine Schwester der späteren Kaiser Titus und Domitian. 15-jährig wurde sie mit Quintus Petillius Cerialis verheiratet, einem Senator, der später ein hoher General ihres Vaters wurde. Das Paar hatte eine Tochter, die ebenfalls den Namen Flavia Domitilla trug und als christliche Heilige verehrt wird.
Domitilla starb, noch bevor Vespasian im Jahre 69 Kaiser wurde. Unter Domitian wurden entweder ihr oder ihrer Mutter zahlreiche Ehrungen zuerkannt, darunter die postume Verleihung des Ehrentitels Augusta sowie die Vergöttlichung (sie wurde fortan als diva verehrt). Auch ein Tempel in Ferentium wurde Flavia Domitilla geweiht.